# Varstu
Varstu est un petit bourg de la commune de Rõuge, situé dans le comté de Võru en Estonie. Avant la réforme administrative d'octobre 2017, il faisait partie de la commune de Varstu.
Le 1er janvier 2019, la population s'élevait à 330 habitants.